# 阿塞拜疆国家统计委员会
国家统计委员会，阿塞拜疆内阁的下属政府机构，负责对阿塞拜疆共和国经济、人口等相关的数据进行收集、整理和发布。